# Anema e core
Anema e core è una canzone del 1950, composta dal musicista Salve D'Esposito e dal paroliere Tito Manlio. Fin dagli anni cinquanta la canzone riscosse molto successo presso il grande pubblico, sia in Italia sia all'estero. 

## La nascita del testo
Il titolo originale della canzone doveva essere Che matenata 'e sole, ma il compositore Salve D'Esposito pensò che, dopo il successo di Me so 'mbriacato 'e sole, sarebbe stato meglio abbandonare quel soggetto. Fu così che, anche grazie all'ispirazione fornita da un episodio personale (l'autore Tito Manlio aveva avuto un piccolo alterco con la moglie, a cui era poi seguita la pace) Na matenata 'e sole divenne Anema e core.

## Il debutto
“Anema e core”, con cui il Salve D'Esposito inizia un nuovo discorso musicale, sarà ricordato sempre come un musicista di livello internazionale per aver contribuito a rinnovare profondamente la musica napoletana, come ci ricordano i Critici Musicali di allora 1950 e di oggi che hanno giudicato lo Spartito Musicale del D’Esposito come una rivoluzione musicale che aveva dato nuova linfa alla classica napoletana, portandola a ballare. Battezzandolo “Slow Lento Sincopato” questo nuovo scrivere musica del D’Esposito.
Fu battezzata dal grande tenore Tito Schipa, amico e artista eccellente che, con la sua voce e la sua dizione chiara e perfetta, ne fece un autentico capolavoro: la cantò alla radio, per la prima volta accompagnato da Salve D'Esposito (da questo momento non più Salvatore) nello stesso periodo vista come l'ultima opera oggetto di trattazione lirico-sinfonica in pagina di chiara notorietà in due paradigmatiche eccellenti versioni quella appunto di Tito Schipa e quella del celebre cantante napoletano: Mario Abbate.

## Le traduzioni
Tradotta in varie lingue ben 39 versioni, la canzone verrà conosciuta con diversi titoli all'estero, a seconda delle diverse nazioni. 

Così Anema e core diventò:
- Mon coeur cherche ton coeur (Francia, Belgio, Lussemburgo, Principato di Monaco più colonie e possedimenti in Canada)
- Ewige liebe (Germania)
- With all my heart and soul (Stati Uniti e Canada)
- How wonderful to know (Londra ed Impero britannico, Commonwealth delle nazioni)
- Until (versione inglese)
- Alma e coração (Portogallo, Brasile)
- Alma y corazòn (Spagna, Argentina, Sud America)
- Anema e core (Giappone)
- Srcem i dusom (Belgrado)
- Psichè kai soma (Grecia)
- Det skjønneste på jord (Danimarca)
- To be or not to be (versione inglese)
- J’oublie (Francese – Gigliola Cinquetti)

## Gli aneddoti
Anche la famiglia reale inglese si innamorò di Anema e core.
Salve ricevette, tra l'altro, dall'allora Presidente della Camera dei Lord inglese, Lord King, una bella fotografia in segno di gratitudine per quella canzone e, quando la squadra italiana di calcio si recò in Inghilterra per un incontro, venne accolta da una banda militare di quel paese con le note di “Anema e core”.
Tra gli aneddoti che Salve, commosso, raccontava spesso, c'era questo: un giorno giunse una telefonata dalla SIAE (Società Italiana Autori ed Editori), che lo avvertiva del fatto che era arrivata una cartolina indirizzata a suo nome. Ritira la lettera incuriosito,  lesse: “In piena Giava ci siamo fermati ed abbiamo pianto, da lontano ci giungevano le note di Anema e core. Grazie maestro!”. Era firmata da quattro ufficiali della Marina italiana, che per ragioni di lavoro, si trovavano su una nave in quel lontano punto della terra!

## Il successo di ieri e di oggi
All'estero il successo della canzone risultò subito eccezionale. Nel febbraio 1954, le principali testate giornalistiche riportano che la canzone Anema e core era entrata nel "simbolico" Museo Artistico della canzone napoletana accanto a Marechiaro, O sole mio, Core 'ngrato.
Nel 1955 si venne a sapere che Anema e core aveva battuto il record delle incisioni, 58 solo in Italia. A chi gli chiedeva “Cosa ha determinato il successo di Anema e core?”, Salve D'Esposito rispondeva: "12 versi e 32 battute".
In Francia, il 31 maggio 1955, il critico del Journal de Paris scrisse che le parole di Anema e core "sembrano ispirate ad un bisogno, insoddisfatto e crescente senza tregua, di dolcezza e di tenerezza. La melodia  è comparabile ad un bacio purissimo o ad una capigliatura di donna che un amante accarezza innamorato e timoroso" ("semblent inspirèes par un besoin inassouvi et sans cesse croissant de douceur et de tendresse. La melodie en est comparable à un baiser très pur ou à une chevelure de femme qu'un amant caresse d'une main amoureuse et craintive").
Anche Radio Mosca trasmise Anema e core: fu la prima trasmissione dedicata a una canzone italiana. Questa celebre melodia era stata richiesta da Sukhan Babayev, eroe del socialismo, che sosteneva di averla sentita canticchiare da Pietro Nenni, suo collega del premio Stalin, quando si erano incontrati a Mosca. Dall'inizio della guerra fredda fu la prima volta che una canzone italiana veniva trasmessa dalla radio sovietica.
In Italia, la canzone Anema e core è stata inserita in diversi film e, ancora oggi, viene utilizzata nelle ultime produzioni televisive, ad esempio nelle serie televisive Capri (dove è cantata al pianoforte dall'attore Sergio Assisi) e in L'onore e il rispetto con Gabriel Garko e Serena Autieri. Nel 1951, in Italia venne prodotto il film Anema e core, con la regia di Mario Mattoli e l'interpretazione di Ferruccio Tagliavini, Riccardo Billi, Mario Riva, Carlo Campanini, Dorian Gray e Franca Marzi.
Questa melodia, battezzata dal tenore Tito Schipa, è stata cantata in seguito da molti grandi interpreti:
- Mario Abbate
- Salvatore Adamo
- Renzo Arbore
- Frankie Avalon
- Al Bano
- Fred Bongusto
- Carlo Buti
- Renato Carosone
- Gigliola Cinquetti (in Canzonissima del 1964 e del 1972)
- Giorgio Consolini
- Vic Damone
- Peppino di Capri
- Jula de Palma
- Mirna Doris
- Irene Fargo album ’O core ’e Napule del 1995 (Carosello Records, 3005714)
- Eddie Fisher
- Floriana
- Beniamino Gigli
- Grace Jones
- Gianni Nazzaro
- Tullio Pane
- Anna Maria Pierangeli
- Ezio Pinza
- Nilla Pizzi
- Massimo Ranieri
- Franco Ricci
- Cliff Richard
- Giacomo Rondinella
- Nini Rosso
- Stefano Russo
- Rino Salviati
- Tony Sigillo
- Nino Taranto
- Ferruccio Tagliavini
- Luciano Tajoli
- Achille Togliani
- Peter Van Wood
- Bruno Venturini
- Claudio Villa su 78 giri, etichetta Vis Radio
- Luciano Virgili
- Iva Zanicchi
- Ornella Vanoni
- Orchestra Amodeo (Versione strumentale, nell'album Mandolini Vol. 2, del 2013)

In tempi più recenti il brano è stato interpretato anche da Michael Bublé, Andrea Bocelli, Sal Da Vinci, Luciano Pavarotti, Placido Domingo,Lucio Dalla,  José Carreras e Francesco De Gregori, che ne ha proposto una versione in coppia con la moglie Alessandra (Chicca) Gobbi.